# مدرسة (ويب)
مدرسة هي منصّة تعليمية إلكترونية تنشر محتوى تعليمياً متاحاً مجاناً باللغة العربية في العلوم والرياضيات. تعدّ مدرسة إحدى مبادرات مؤسسة مبادرات محمد بن راشد آل مكتوم العالمية، وتضمّ 5,000 درساً تعليمياً بالفيديو، تشمل مواد الفيزياء والكيمياء والأحياء، والرياضيات والعلوم العامة تغطّي مختلف المناهج الدراسية من رياض الأطفال حتى الصفّ الثاني عشر. وإلى جانب الفيديوهات التعليمية، تضمّ مدرسة تمريناتٍ وتطبيقات على المفاهيم فيها.

## الإنتاج
أُعدَّت الفيديوهات التعليمية ضمن خطة تعريب من خلال تحدي الترجمة. ويعتبر تحدي الترجمة أكبر مشروع ترجمة علمي من نوعه أطلقه الشيخ محمد بن راشد آل مكتوم في سبتمبر 2017 لترجمة وتعريب محتوى تعليمي متميز للطلبة العرب، شارك في تنفيذه المئات من المتطوعين العرب من مترجمين، ومحرّرين علميين، ومعلّقين صوتيّين، ومصمّمي غرافيك ومنتجين فنيين، ومعلّمين، وذلك تحت إشراف لجان تربوية وفنية مختصة.

## الأهداف
- توفير تعليم نوعي، يستند إلى أحدث المناهج العالمية في العلوم والرياضيات، وإتاحته مجاناً لملايين الطلبة العرب؛ بحيث يمكنهم الوصولُ إليه في أي مكان، والمساهمة في تغيير واقع التعليم في الوطن العربي، والارتقاء بالتحصيل العلمي لملايين الطلبة العرب، وفتح آفاق معرفية جديدة أمامهم.[2]
- ترسيخ أسس التعلم الذاتي والمنهجي، دون أن يتناقض ذلك مع دور المؤسسة التعليمية التقليدية.
- التصدّي لمشكلة عزوف الطلبة العرب عن دراسة التخصصات العلمية؛ من خلال توفير محتوى تعليمي جاذب ومتميز في مواد العلوم والرياضيات، من مراحل التأسيس الأولى، وحتى مرحلة ما قبل التعليم الجامعي.[2]
- المساهمة في إعداد جيل جديد من الباحثين، والعلماء، والمبتكرين والمخترعين العرب المؤهلين للتصدي لأبرز معوقات التنمية.[2]
- المساهمة في خلق كفاءات عربية شابة مؤهلة علمياً، ومتمكِّنة من التكنولوجيا الحديثة، وقادرة على بناء مجتمعات قائمة على اقتصاد المعرفة، وممارسة دورها في صناعة مستقبل دولها.[2]

## وصلات خارجية
- رؤية مدرسة.
- مكتبة فيديوهات مدرسة.

لم يتم العثور على روابط لمواقع التواصل الاجتماعي.